# Kōta Yoshihara
Kōta Yoshihara (吉原 宏太 Yoshihara Kōta?,  nacido el 2 de febrero de 1978 en Fujiidera, Osaka) es un exfutbolista japonés. Jugaba de delantero y su último club fue el Mito HollyHock de Japón. Además jugó para la selección de fútbol de Japón.

## Carrera

### Clubes
Yoshihara nació en Fujiidera el 2 de febrero de 1978. Después de graduarse de la escuela secundaria, se unió al Consadole Sapporo, club de la Japan Football League, en 1996. El equipo salió campeón en 1997 y ascendió a la J1 League. Sin embargo, perdió rápidamente la categoría y disputó la flamante J2 League en 1999. En 2000, se fue al Gamba Osaka, club de su prefectura natal. A pesar de ser un jugador regular desde 2001, su oportunidades para mostrarse en el campo de juego disminuyeron en 2003. En 2006, pasó al Omiya Ardija; posteriormente en 2009, al Mito HollyHock. El 2 de febrero de 2013, en su 35.º cumpleaños, anunció su retiro del fútbol profesional.

### Selección nacional
En junio de 1999, Yoshihara fue convocado para formar parte de la Selección de fútbol de Japón en la Copa América 1999. En este torneo, debutó el 2 de julio contra Paraguay.

## Trayectoria

### Clubes
| Club                   | País  | Año         |
| ---------------------- | ----- | ----------- |
| Consadole Sapporo      | Japón | 1996 - 2000 |
| Gamba Osaka (préstamo) | Japón | 2000        |
| Gamba Osaka            | Japón | 2001 - 2005 |
| Omiya Ardija           | Japón | 2006 - 2008 |
| Mito HollyHock         | Japón | 2009 - 2012 |

### Selección nacional
| Selección | País  | Año  |
| --------- | ----- | ---- |
| Absoluta  | Japón | 1999 |

## Estadísticas

### Clubes
| Club              | Año   | Liga     | Liga  | Copa del Emperador | Copa del Emperador | Copa J. League | Copa J. League | Total    | Total |
| Club              | Año   | Partidos | Goles | Partidos           | Goles              | Partidos       | Goles          | Partidos | Goles |
| ----------------- | ----- | -------- | ----- | ------------------ | ------------------ | -------------- | -------------- | -------- | ----- |
| Consadole Sapporo | 1996  | 24       | 6     | 3                  | 1                  | –              | –              | 27       | 7     |
| Consadole Sapporo | 1997  | 15       | 8     | 3                  | 2                  | 2              | 0              | 20       | 10    |
| Consadole Sapporo | 1998  | 34       | 11    | 3                  | 1                  | 4              | 1              | 41       | 13    |
| Consadole Sapporo | 1999  | 32       | 15    | 2                  | 0                  | 2              | 0              | 36       | 15    |
| Gamba Osaka       | 2000  | 19       | 3     | 3                  | 1                  | 2              | 0              | 24       | 4     |
| Gamba Osaka       | 2001  | 27       | 11    | 3                  | 2                  | 2              | 0              | 32       | 13    |
| Gamba Osaka       | 2002  | 27       | 11    | 2                  | 1                  | 6              | 3              | 35       | 15    |
| Gamba Osaka       | 2003  | 20       | 6     | 2                  | 2                  | 4              | 1              | 26       | 9     |
| Gamba Osaka       | 2004  | 22       | 5     | 4                  | 0                  | 5              | 0              | 31       | 5     |
| Gamba Osaka       | 2005  | 19       | 2     | 1                  | 0                  | 9              | 3              | 29       | 5     |
| Omiya Ardija      | 2006  | 15       | 2     | 1                  | 0                  | 1              | 0              | 17       | 2     |
| Omiya Ardija      | 2007  | 26       | 5     | 1                  | 0                  | 5              | 1              | 32       | 6     |
| Omiya Ardija      | 2008  | 19       | 2     | 1                  | 0                  | 2              | 0              | 22       | 2     |
| Mito HollyHock    | 2009  | 47       | 9     | 1                  | 0                  | –              | –              | 48       | 9     |
| Mito HollyHock    | 2010  | 24       | 6     | 0                  | 0                  | –              | –              | 24       | 6     |
| Mito HollyHock    | 2011  | 9        | 2     | 2                  | 0                  | –              | –              | 11       | 2     |
| Mito HollyHock    | 2012  | 18       | 1     | 1                  | 0                  | –              | –              | 19       | 1     |
| Total             | Total | 397      | 105   | 33                 | 10                 | 44             | 9              | 474      | 124   |

### Selección nacional
| Selección de Japón | Selección de Japón | Selección de Japón |
| Año                | Part.              | Goles              |
| ------------------ | ------------------ | ------------------ |
| 1999               | 1                  | 0                  |
| Total              | 1                  | 0                  |

### Participaciones en Copa América
| Copa              | Sede     | Resultado    | Partidos | Goles |
| ----------------- | -------- | ------------ | -------- | ----- |
| Copa América 1999 | Paraguay | Primera fase | 1        | 0     |

## Palmarés

### Títulos nacionales
| Título                | Club              | País  | Año  |
| --------------------- | ----------------- | ----- | ---- |
| Japan Football League | Consadole Sapporo | Japón | 1997 |
| J1 League             | Gamba Osaka       | Japón | 2005 |